# My Normae
My Normae (μ Normae, förkortat My Nor, μ Nor) är en ensam stjärna belägen i den nordöstra delen av stjärnbilden Vinkelhaken. Den har en genomsnittlig skenbar magnitud på 4,91 och är synlig för blotta ögat där ljusföroreningar ej förekommer. Den varierar i magnitud mellan 4,87 och 4,98 och misstänks vara en Alfa Cygni-variabel, som är uppkallad efter den liknande stjärnan Deneb. Baserat på parallaxmätning inom Hipparcosuppdraget på ca 0,8 mas, beräknas den befinna sig på ett avstånd på ca 4 700 ljusår (ca 1 280 parsek) från solen.

## Egenskaper
My Normae är en blå superjättestjärna av spektralklass O9.7 lab. Den har en beräknad massa som är ca 33 gånger större än solens massa, en radie som är ca 25 gånger större än solens och utsänder från dess fotosfär ca 339 000 gånger mera energi än solen vid en effektiv temperatur av ca 28 000 K.
My Normae ligger i samma riktning och på samma avstånd som det svaga öppna stjärnhopen NGC 6169, men den är mera ljusstark än den kombinerade skenbara magnituden av alla andra stjärnor i stjärnhopen. Den har av Per Collinder angivits som prototypen för My Normae-klassen av öppna stjärnhopar.